# Plinia martinellii
Plinia martinellii är en myrtenväxtart som beskrevs av Graziela Maciel Barroso och Peron. Plinia martinellii ingår i släktet Plinia och familjen myrtenväxter. Inga underarter finns listade i Catalogue of Life.